# Krzysztof Gliński
Krzysztof Gliński z Glinnika herbu Jastrzębiec (zm. 22 maja 1807 w Kosiczach Większych) – pułkownik w 1792 roku, konsyliarz i sekretarz konfederacji protestantów Wielkiego Księstwa Litewskiego w konfederacji słuckiej w 1767 roku.